# تمیزکننده کنتاکت
تمیزکننده کنتاکت (به انگلیسی: Contact cleaner) یا پاک‌کننده‌های کنتاکت، که به عنوان تمیزکننده سوئیچ (به انگلیسی: switch cleaner) یا اسپره شستشو نیز شناخته می‌شود، اصطلاحی برای یک ماده شیمیایی یا مخلوطی از مواد شیمیایی است که به منظور حذف یا جلوگیری از تجمع اکسیدها یا سایر مواد ناخواسته در سطوح رسانای اتصالات، کلیدها و سایر قطعات الکترونیکی با کنتاکت‌های سطحی متحرک و بنابراین مقاومت تماسی مواجه شده را کاهش می‌دهد. استفاده از پاک کننده کنتاکت می‌تواند جریان تراسازی را در یک جفت کنتاکت به حداقل برساند.
نمونه ای از پاک‌کننده‌های تماسی ساده ایزوپروپیل الکل است.
برخی از پاک‌کننده‌های کنتاکت طوری طراحی شده‌اند که به‌طور کامل و سریع تبخیر شده و هیچ گونه بقایایی بر جای نمی‌گذارد. برخی دیگر ممکن است حاوی روان‌کننده باشند. خود روان‌کننده‌ها لزوماً نباید به عنوان پاک‌کننده‌های کنتاکت استفاده شوند، به ویژه اگر به گونه ای طراحی شده باشند که بقایای نامناسبی برجا بگذارند. با این حال، روان‌کننده‌های مناسب ممکن است به خوبی با پاک‌کننده‌های کنتاکت کار کنند.